# Denazinosuchus
Denazinosuchus is een geslacht van uitgestorven goniopholidide Mesoeucrocodylia. De fossielen zijn teruggevonden in de Fruitlandformatie (Laat-Krijt) en de Kirtlandformatie (Laat-Campanien-Vroeg-Maastrichtien) van het San Juan Basin in New Mexico. Het is de meest voorkomende en gemakkelijk herkenbare lid van de Mesoeucrocodylia van het San Juan-bekken, vooral vanwege zijn kenmerkende min of meer rechthoekige, afgeplatte en ruw benige pantser. 
De soort werd voor het eerst beschreven in 1932 door Carl Wiman op basis van een schedel, holotype PMU.R 230, als Goniopholis kirtlandicus. De soortaanduiding verwijst naar de Kirtlandformatie. Spencer G. Lucas en Robert M. Sullivan hebben de soort in 2003 opnieuw beschreven en er een eigen geslacht aan gegeven, Denazinosuchus. De geslachtsnaam verwijst naar de De-na-zin-afzetting. Tot op heden is Denazinosuchus alleen bekend van schedelmateriaal, pantserschubben en een dijbeen.